# Třída Navajo
Třída Navajo je připravovaná třída vojenských plavidel kombinujících vlastnosti oceánských remorkérů a záchranných lodí ponorek. Jejich provozovatelem se stane pomocná složka amerického námořnictva Military Sealift Command. Ve službě nahradí oceánské remorkéry třída Powhatan a záchranné lodě třídy Safeguard. Plánována je stavba až osmi jednotek této třídy. Do října 2021 bylo objednáno prvních sedm plavidel. Plavidla budou pojmenována po původních obyvatelích amerického kontinentu, jejich kmenech a osobnostech.

## Stavba
Kontrakt, ve výši 63,5 milionu dolarů, na vývoj a stavbu prototypu nového remorkéru T-ATS(X) získala v roce 2018 americká společnost Gulf Island Fabrication. Součástí kontraktu je opce na sedm dalších sesterských lodí. Konstrukce přitom využívá existujících komerčních řešení. Prototyp by postavila americká společnost ve své loděnici ve městě Houma ve státě Louisiana (nyní Bollinger Houma v Houma). Jeho dokončení je plánováno na rok 2021. V květnu 2019 námořnictvo uplatnilo opci na stavbu druhé a třetí jednotky. Slavnostní první řezání oceli na prototypové plavidlo proběhlo 30. října 2019. V dubnu 2020 byla uplatněna opce na čtvrtou a pátou jednotku.
Kontakt na stavbu šesté a sedmé jednotky (s opcí na další tři) byl v říjnu 2021 zadán loděnici Austal USA v Mobile. Je to její první zakázka na plavidlo postavené nikoliv ze slitin hliníku, ale z oceli. Je to možné díky rozšíření firemní loděnice v Mobile ve státě Alabama. Dne 14. června 2025 byl v loděnici Austal spuštěn na vodu remorkér Billy Frank Jr., první ocelové plavidlo postavené touto loděnicí.
Jednotky třídy Navajo:
| Jméno                                     | Loděnice   | Založení kýlu      | Spuštěna        | Vstup do služby | Status    |
| ----------------------------------------- | ---------- | ------------------ | --------------- | --------------- | --------- |
| USNS Navajo (T-ATS-6)                     | Bollinger  | 30. října 2019     | 24. května 2023 | 2020 (plán)     | ve stavbě |
| USNS Cherokee Nation (T-ATS-7)            | Bollinger  | 12. února 2020     | leden 2024      |                 | ve stavbě |
| USNS Saginaw Ojibwe Anishinabek (T-ATS-8) | Bollinger  | 3. října 2022      |                 |                 | ve stavbě |
| USNS Lenni Lenape (T-ATS-9)               | Bollinger  |                    |                 |                 | objednán  |
| USNS Muscogee Creek Nation (T-ATS-10)     | Bollinger  | 20. března 2024    |                 |                 | ve stavbě |
| USNS Billy Frank Jr. (T-ATS-11)           | Austal USA | 14. listopadu 2023 | 14. června 2025 | 2024 (plán)     | ve stavbě |
| USNS Solomon Atkinson (T-ATS-12)          | Austal USA | 16. dubna 2025     |                 |                 | ve stavbě |
| USNS James D. Fairbanks (T-ATS-13)        | Austal USA |                    |                 |                 | ve stavbě |
| USNS Narragansett (T-ATS-14)              | Austal USA |                    |                 |                 | objednán  |
| (T-ATS-15)                                | Austal USA |                    |                 |                 | objednán  |

## Konstrukce
Pohonný systém tvoří dva diesely Wärtsilä 8L32, každý o výkonu 6308 hp. Nejvyšší rychlost dosahuje 15,1 uzlů. Dosah je 8170 námořních mil při rychlosti 10 uzlů. Manévrovací schopnosti zlepšují dvě příďová dokormidlovací zařízení.